# Luis Ricardo Reyes
Luis Ricardo Reyes Moreno (Monterrey, Nuevo León, México, 3 de abril de 1991), es un futbolista mexicano, juega como defensa y su actual equipo es el Club de Fútbol Monterrey de la Primera División de México.

## Trayectoria

### Inicios y Atlas Fútbol Club
Luis Reyes surgió de las Fuerzas Básicas del Atlas en el año 2006, donde pasó por las categorías Sub-17, Sub-20 y el equipo de la segunda división profesional, tras grandes actuaciones fue visoriado por Tomas Boy, donde hizo su debut con Club Atlas de Guadalajara el 11 de enero de 2013, en el encuentro de la Copa MX Clausura 2013 donde visitaron a Irapuato y contra quienes ganaron por 2:0. Sin embargo no logró debutar en la primera división con Atlas.

### Unión de Curtidores
En diciembre de 2013, al no entrar en planes del Atlas, fue enviado a Unión de Curtidores en calidad de Préstamo sin opción a compra.

### Loros de la Universidad de Colima
Tras destacar con el Unión de Curtidores, finalizó su préstamo con el club, reporto con Atlas, y no entraba en planes del equipo para el Draft Apertura 2014 se oficializó su Traspaso al Loros de la Universidad de Colima en calidad de Préstamo sin opción a compra, siendo el primer refuerzo de cara al Apertura 2014

### Estudiantes de Altamira
Al Finalizar el Apertura 2014, fue enviado a Estudiantes de Altamira en calidad de Préstamo por 6 meses, siendo el tercer refuerzo de cara al Clausura 2015. Debuta el 18 de enero de 2015, en el partido de Altamira contra Atlante.

### Tampico Madero
Para el Apertura 2015, fue adquirido por la Jaiba Brava, por 1 año sin opción a compra, donde retomaría su nivel futbolístico siendo pieza clave para el Tampico Madero.

### Atlas Fútbol Club (Segunda Etapa)
Se oficializó su regreso al Atlas para el Apertura 2016, convirtiéndose en el segundo refuerzo del equipo.
Debutó en la Primera División de México hasta el día 16 de julio del 2016 en la jornada 1 del Torneo Apertura 2016 en el empate a 1 enfrentando al Toluca, poniendo una asistencia a Martín Barragán para abrir el marcador.

### Club América
El día 18 de mayo del 2018 se hace oficial su traspaso al Club América en compra definitiva por 4 millones de dólares.
Donde el semestre del Apertura 2018 entraría en competencia por el puesto con Jorge Sánchez; después de un gran torneo el 16 de diciembre de 2018 sería campeón con el Club América derrotando a Cruz Azul en la final del torneo.

### Club Atlético de San Luis
El 1 de junio del 2019 se oficializa el traspaso de Reyes al San Luis en calidad de préstamo por 1 año con opción a compra, de cara al Apertura 2019.

### Club América (Segunda Etapa)
El día 15 de junio del 2020 se hace oficial su regreso al Club América, después de su buena temporada con el San Luis.

### Atlas Fútbol Club (Tercera Etapa)
El 23 de diciembre de 2020 se confirma su salida del Club América y su regreso al Atlas, donde no pudo ser presentado junto con el resto de los refuerzos al haber dado positivo a COVID-19 días antes de la presentación.

### CF Monterrey
El 27 de diciembre de 2024 el Tato Noriega confirma vía conferencia de prensa la integración del "Huesos" Reyes a la plantilla, el regiomontano regresa a la tierra que lo vio nacer tras 18 años de no vivir en la ciudad.

## Selección nacional

### Selección absoluta
| Club               | País   | PJ | Goles | Periodo         |
| ------------------ | ------ | -- | ----- | --------------- |
| Selección Mexicana | México | 10 | 0     | 2017 - Presente |

Tras buenas actuaciones con el Atlas, fue convocado por el técnico Juan Carlos Osorio, para disputar un partido amistoso ante la Selección de Islandia.
El 8 de febrero del 2017 debutó con la selección mexicana.

### Participaciones en selección nacional
| Copa                         | Categoría | Sede           | Resultado    |
| ---------------------------- | --------- | -------------- | ------------ |
| Copa Confederaciones de 2017 | Absoluta  | Rusia          | Cuarto Lugar |
| Copa Oro Concacaf 2017       | Absoluta  | Estados Unidos | Tercer lugar |

## Palmarés

### Distinciones individuales
| Distinción               | Año  |
| ------------------------ | ---- |
| Once Ideal de la Liga MX | 2017 |

### Campeonatos nacionales
| Título               | Club    | País   | Año  |
| -------------------- | ------- | ------ | ---- |
| Primera División     | América | México | 2018 |
| Copa MX              | América | México | 2019 |
| Campeón de Campeones | América | México | 2019 |
| Primera División     | Atlas   | México | 2021 |
| Primera División     | Atlas   | México | 2022 |
| Campeón de Campeones | Atlas   | México | 2022 |